# Jasika Nicole

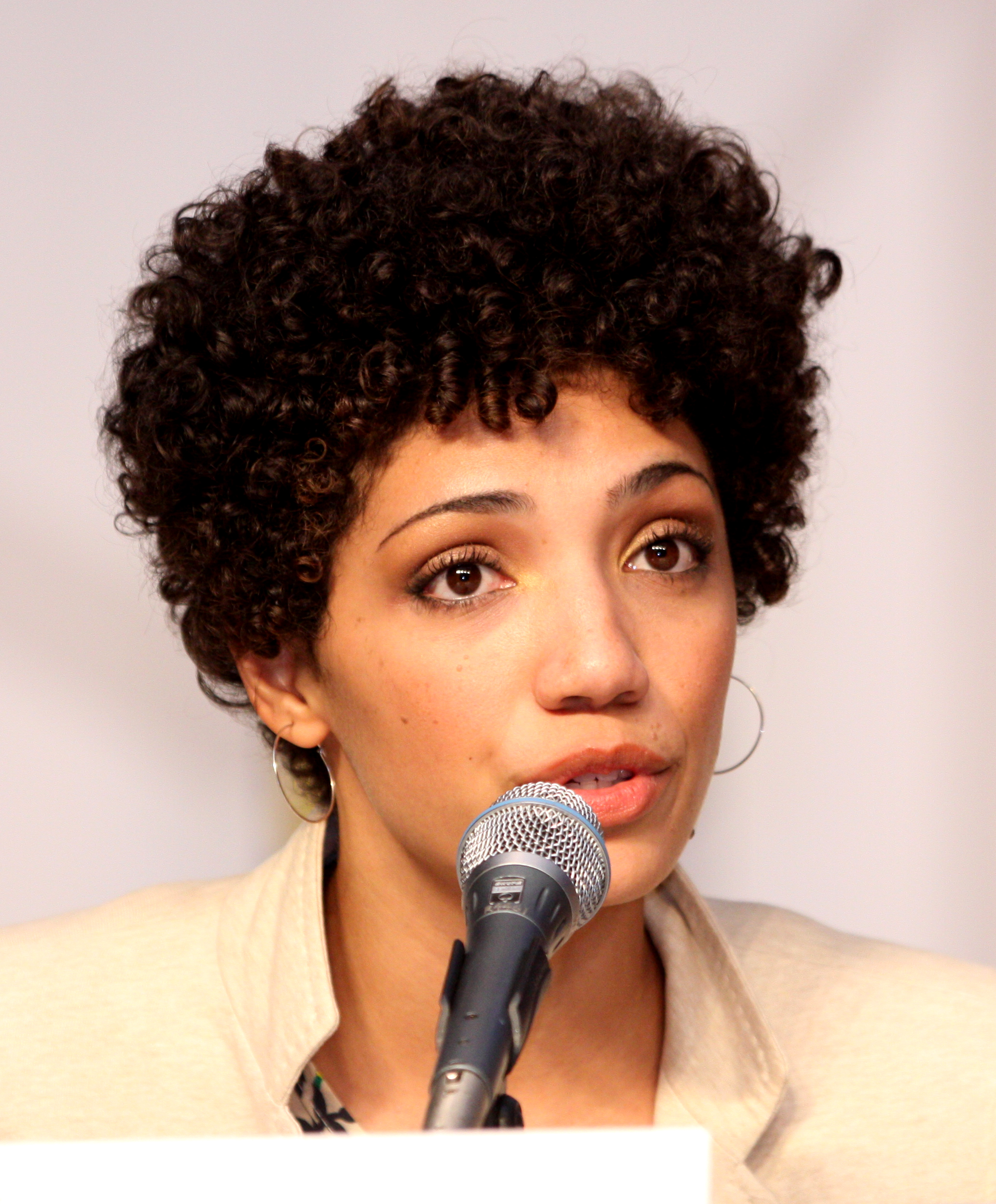
Jasika Nicole, 2010

Jasika Nicole Pruitt (* 1980 in Birmingham, Alabama), bekannt als Jasika Nicole, ist eine US-amerikanische Schauspielerin.

## Leben
Nicole studierte Tanz und Theater am Catawba College in Salisbury, Rowan County, North Carolina.
Ihre erste Rolle hatte sie 2005 in einer Folge der Krimiserie Criminal Intent; dieselbe Rolle sprach sie auch in dem zugehörigen Computerspiel. Bekannt wurde sie vor allem durch ihre Rolle in Fringe – Grenzfälle des FBI, in der sie ab 2008 in allen Folgen Agent Astrid Farnsworth verkörperte. In Scandal war sie ab 2013 wiederkehrend als Kim Muñoz zu sehen. Ab 2017 spielte Nicole in der Arztserie The Good Doctor die Nebenrolle der Dr. Carly Lever, in der dritten Staffel gehörte sie zur Hauptbesetzung.
Nicole ist seit 2013 mit ihrer langjährigen Partnerin CJ Savage verheiratet.

## Filmografie (Auswahl)

### Filme
- 2006: Dance! Jeder Traum beginnt mit dem ersten Schritt (Take the Lead)
- 2007: The Mastersons of Manhattan (Fernsehfilm)
- 2010: Zu scharf um wahr zu sein (She’s Out of My League)

### Fernsehserien
- 2005: Criminal Intent – Verbrechen im Visier (Law & Order: Criminal Intent, Folge 5x09)
- 2008: The Return of Jezebel James (3 Folgen)
- 2008–2013: Fringe – Grenzfälle des FBI (Fringe, 100 Folgen)
- 2013–2016: Scandal (7 Folgen)
- 2015: Major Crimes (Folge 4x16)
- 2017: Adventure Time – Abenteuerzeit mit Finn und Jake (Adventure Time, 2 Folgen, Stimme)
- 2017: Underground (7 Folgen)
- 2017–2020: The Good Doctor (26 Folgen)
- 2019: Station 19 (Folge 2x13)
- 2021: Punky Brewster (6 Folgen)
- 2023: Fantasy Island (Folge 2x01)

## Musikvideos
- „Laura’s Song“ von Donwill